# Gobi-Sümber-Aimag
Koordinaten: 46° 30′ N, 108° 30′ O
Der Gobi-Sümber-Aimag (mongolisch Говьсүмбэр Аймаг) ist ein Aimag (Provinz) der Mongolei, etwas östlich des Zentrums gelegen.
Dieser Aimag wurde 1994 aus dem Dorno-Gobi-Aimag ausgegliedert, um mit der Hauptstadt Tschoir eine neue Einheit zu bilden.

## Administrative Gliederung

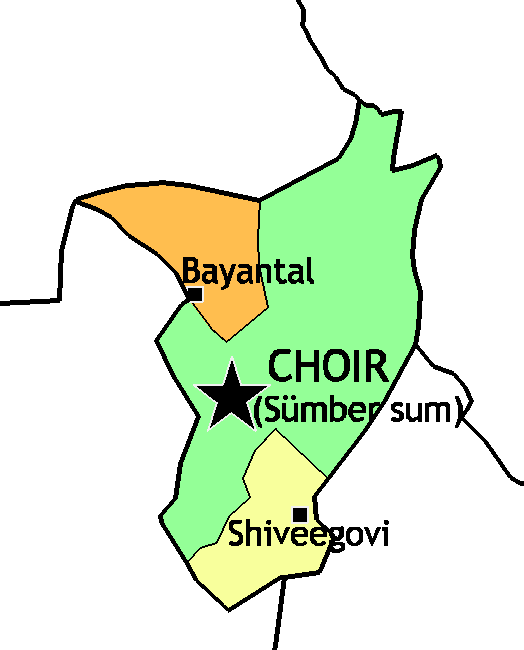
Die Sum des Gobi-Sümber-Aimag (englische Schreibweise der Namen)

| Sum         | Mongolisch | Bevölkerung (2003) | Bevölkerung (2008) | Bevölkerung (2014) | Fläche (km²) | Dichte (/km²) | Sum Zentrum Bevölkerung (2002) |
| ----------- | ---------- | ------------------ | ------------------ | ------------------ | ------------ | ------------- | ------------------------------ |
| Bajantal    | Баянтал    | 838                | 851                | 1084               | 916,06       | 0,92          | 120                            |
| Schiweegowj | Шивээговь  | 2.685              | 2.745              |                    | 857,55       | 3,20          | 1.800                          |
| Sümber      | Сүмбэр     | 8.996              | 9.719              |                    | 3768,19      | 2,58          | 7.998 * (2006)                 |